# ひろしまドリミネーション
ひろしまドリミネーションは、例年、11月17日から翌年1月3日までの48日間、ひろしまライトアップ事業実行委員会が主催して広島県広島市で行っている官民協同のイルミネーション事業。「おとぎの国」を統一コンセプトとして各会場が電飾されるのが特徴であり、おとぎ話や童話の世界をイメージさせるオブジェが多数設置される。
「ドリミネーション」は、ドリーム（夢）とイルミネーション（電飾）を合わせてつくられた造語である。

## 概要
広島市役所、同市中心部商店街、広島商工会議所などが実行委員会を組織し、官民協同で開催している。市の「ビジターズ・インダストリー戦略」の一環として開催されているため、観客数は「12月の広島市への入込観光客数」で評価され、開催期間も市の意向で変更される場合がある。
バブル景気期の1988年（昭和63年）、「ひろしまライトアップ事業」として始まり、例年、中心部商店街や商業施設の小規模な電飾を行っていた。1999年（平成11年）に開催地域を拡大し、平和大通りでのイルミネーションも開始。2002年（平成14年）に事業費を1,145万円に増額して電球数を25万個まで増やし、さらに「ひろしまドリミネーション」との名称を与えて「おとぎの国」をコンセプトにしたイルミネーション・イベントに衣替えした。すると市民から高評価が得られ、翌2003年（平成15年）度には事業費を倍以上の2,580万円に増額して電球数を60万個に増やして実施した。翌2004年（平成16年）度には、11月17日から翌年1月3日に期間を固定した（ただし、
2009年（平成21年）度は、IETF国際会議の開催に合わせて開始日が前倒しされ、11月6日から1月3日まで開催）。
「12月の広島市への入込観光客数」は、「ひろしまドリミネーション」となった最初の年の2002年（平成14年）の約32万人から、2005年（平成17年）には約40万人まで増加し、その後は40万人弱で推移しているものの、電球数は2009年（平成21年）度には約130万球まで増加した。
2009年（平成21年）度には、宮城県仙台市で開催されている「SENDAI光のページェント」との交流が行われた。ドリミネーションの「愛の使い」エリアの一部をページェントで用いられるオリジナルLEDで電飾し、同エリア内に仙台七夕の吹流しをイメージしたオブジェを展示する一方、ドリミネーションで用いられたオブジェをページェントの西公園会場に展示した。また、代表者が両イベントの相互訪問をした。

## 会場

### 平和大通り
「おとぎの国」をコンセプトにした電飾オブジェが多数並ぶエリア。インフォメーションブースがあり、協賛企業の名称を掲載した個別看板や総合看板が設置される。開催期間中の広島市内の木々は落葉する前の時期であるため、樹木への電飾では生い茂る葉へのライトアップが幹・枝への電球電飾と組み合わせられており、この時期に落葉している北日本の樹木電飾との違いを見せる。
- 平和大通り北側緑地帯（平和大橋東詰め - 田中町交差点）
- 平和大通り南側緑地帯（平和大橋東詰め - 三川町交差点）

### 中心部商店街
商店街を様々なイルミネーションで飾っている。「おとぎの国」のコンセプトにならい、唐草模様・雪華模様を初め、童話に出てくるアイテムを模ったイルミネーションも多い。
- 並木通り
- 金座街商店街
- 中央通
- 本通商店街
- 中の棚商店街

### 公共空間
- アリスガーデン
- 東新天地公共広場
- 元安川左岸護岸

### 商業施設等
建物のライトアップがなされ、クリスマスツリーも飾られている。
- 旧日本銀行広島支店
- シャレオ
- 基町クレド
- 白島キューガーデン
- アーバンビューグランドタワー

## 組織

### 主催
ひろしまライトアップ事業実行委員会を構成している団体は以下の通り。
- 広島市役所
- 広島商工会議所
- （財）広島観光コンベンションビューロー
- 広島市中央部商店街振興組合連合会
- 本通商店街振興組合
- 金座街商店街振興組合
- 並木通り商店街振興組合
- 中央通商店街振興組合
- 胡町商店街振興組合
- 中の棚商店街振興組合
- 広島国際通商業振興会
- 広島市観光ホテル旅館組合
- （社）広島県銀行協会
- 中国電力（株）

### 後援
在広島マスメディア各社が後援している。2009年（平成21年）度の後援団体は以下の通り。
- 中国新聞社
- NHK広島放送局
- 中国放送 (RCC)
- 広島テレビ放送（広テレ）
- 広島ホームテレビ
- テレビ新広島
- 広島エフエム放送（広島FM）
- 中国コミュニケーションネットワーク（FMちゅーピー）
- ふれあいチャンネル